# Gavier
Gavius war das Nomen der römischen gens Gavia (deutsch Gavier). Der Gavier-Bogen (Arco dei Gavi) in Verona wurde zu Ehren von Angehörigen dieses Geschlechts errichtet.
- Publius Gavius, 72 v. Chr. von Gaius Verres als vermeintlicher Spitzel des Spartacus gekreuzigt
- Gavius Bassus, lateinischer Grammatiker zur Zeit Marcus Tullius Ciceros (1. Jahrhundert v. Chr.)
- Gavius Silo, Redner zur Zeit des Augustus (26 v. Chr.), von Seneca erwähnt
- Marcus Gavius Apicius, Gourmet (1. Jahrhundert)
- Gaius Gavius Silvanus, Tribun der Prätorianer unter Nero
- Marcus Gavius Squilla Gallicanus (Konsul 127)
- Marcus Gavius Maximus, Prätorianerpräfekt ca. 138–158
- Quintus Gavius Atticus, römischer Suffektkonsul 85
- Quintus Gavius Fulvius Proculus, ritterlicher Offizier der römischen Armee im 2. Jahrhundert n. Chr.
- Marcus Gavius Squilla Gallicanus (Konsul 150)
- Marcus Gavius Orfitus, Konsul 165
- Marcus Gavius Cornelius Cethegus, Konsul 170
- Marcus Gavius Crispus Numisius Iunior, Statthalter
- Quintus Gavius Fulvius Tranquillus, Senator in der 2. Hälfte des 2. Jahrhunderts
- Lucius Fulvius Gavius Numisius Petronius Aemilianus, Konsul 206
- Lucius Fulvius Gavius Numisius Aemilianus, römischer Konsul 249
- Publius Gavius Balbus, Angehöriger des römischen Ritterstandes (Kaiserzeit)
- Sextus Gavius Gallus, römischer Offizier (Kaiserzeit)